# Győző Zemplén

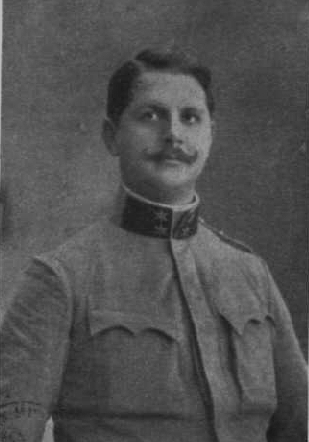
Győző Zemplén (1916)

Győző Zemplén (* 17. Oktober 1879 in Nagykanizsa, Ungarn; † 29. Juni 1916 am Monte Dorole) war ein ungarischer Physiker, der sich mit Hydrodynamik und kinetischer Gastheorie beschäftigte.

## Leben und Wirken

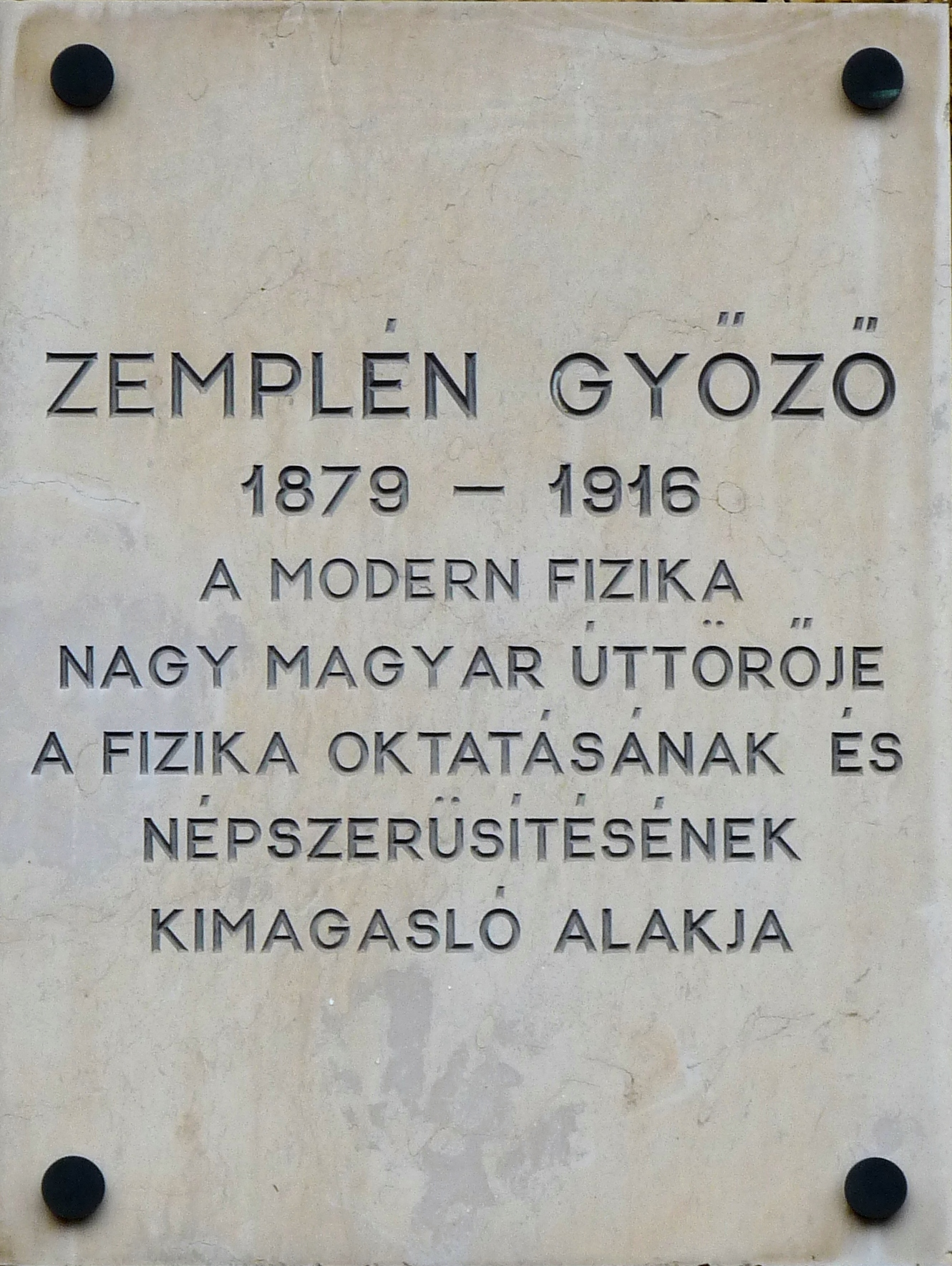
Gedenkplatte für Győző Zemplén an der nach ihm benannten Straße in Budapest.

Zemplén wuchs in Fiume in Kroatien auf. 1896 begann er sein Studium an der Universität Budapest und gewann mit 19 Jahren einen Preis für einen Aufsatz über die Viskosität von Gasen. Darüber stellte er theoretische und experimentelle Studien an, mit denen er 1902 promovierte. 1900 veröffentlichte er den Aufsatz Über die Grundhypothesen der kinetischen Gastheorie in den Annalen der Physik, hatte aber schon vorher mathematische Arbeiten veröffentlicht. Im selben Jahr machte er seinen Abschluss an der Universität, blieb aber als Forschungsassistent. 1902 wurde er Assistent von Loránd Eötvös, der ihn 1904/05 zum Auslandsstudium nach Göttingen und Paris sandte. In Göttingen entwickelte er eine neue mathematische Behandlung der Theorie der Stoßwellen, was ihm die Aufmerksamkeit von Felix Klein verschaffte, der ihn einlud einen entsprechenden Beitrag in der Enzyklopädie der mathematischen Wissenschaften zu schreiben. Durch Anwendung von Entropie-Überlegungen (statt wie bis dahin nur des Energiesatzes) löste er ein offenes Problem in der Theorie der Stoßwellen in einem Aufsatz Le impossibilite des ondes de choc negative dans le gaz in den Comptes Rendus der Academie des Sciences 1905. Er zeigte darin, dass Schockwellen Druckwellen sein müssen, die sich nur in Richtung von Gebieten niedrigeren Drucks fortpflanzen (Zemplens Gesetz). Bei seiner Rückkehr aus Paris und der Habilitation 1905 wurde er Privatdozent an der Universität (1905) und an der Technischen Universität Budapest (1907). 1912 wurde er Professor an der Technischen Universität auf einem eigens für ihn eingerichteten Lehrstuhl für theoretische Physik. Außerdem war er ab 1908 Professor am Lehrerseminar und war auch in der Reform des Physikunterrichts in Ungarn aktiv. Zemplen befasste sich auch mit der damals neuen Relativitätstheorie, schrieb ein Lehrbuch der Elektrodynamik (Die Elektrizität und ihre praktischen Anwendungen 1910) und übersetzte ein Buch von Marie Curie über Radioaktivität und schrieb 1905 selbst ein Buch über dieses Thema.
1908 wurde er Mitglied der Ungarischen Akademie der Wissenschaften, deren Rozsay-Preis er 1911 erhielt. Ab 1898 war er Mitglied der ungarischen Gesellschaft für Naturwissenschaften. 1914 wurde er Sekretär der von Eötvös gegründeten Gesellschaft für mathematische und physikalische Wissenschaften und Herausgeber von deren Zeitschrift. Er war in diesen und einigen weiteren Gesellschaften und Komitees aktiv und außerdem Gründungsmitglied des Fußballclubs der Universität.
Im Ersten Weltkrieg meldete er sich freiwillig und führte eine Batterie Mörser an der serbischen Front. Einige Zeit lag er mit Typhus in einem Klagenfurter Hospital, war dann aber bei einer Offensive gegen die Italiener am Monte Dorole im Juni 1916 wieder an der Front. Auf einem vorgeschobenen Beobachtungsposten wurde er von Granatsplittern getroffen und starb kurz darauf.